# Acanthopsyche siederi
Acanthopsyche siederi is een vlinder uit de familie zakjesdragers (Psychidae). De wetenschappelijke naam van deze soort is voor het eerst geldig gepubliceerd in 1961 door Szocs.
De soort komt voor in Europa.